# Junost' Mińsk
Junost' Mińsk (ros. Хоккейный клуб Юность-Минск, Chokkiejnyj kłub Junost'-Minsk; błr. Хакейны клуб Юнацтва-Мінск, Chakiejny kłub Junactwa-Minsk) – białoruski klub hokeja na lodzie z siedzibą w Mińsku..

## Historia
Nazwa klubu oznacza „młodość”. Jest najbardziej utytułowaną drużyną mistrzostw Białorusi. Do końca sezonu 2011/2012 pierwszy zespół Junosti występował w rozgrywkach ekstraligi białoruskiej. W 2012 klub został przyjęty do rosyjskich rozgrywek Wysszaja Chokkiejnaja Liga i wystąpił w sezonie 2012/2013 (w sezonie zasadniczym zajął 23. miejsce na 27 zespołów i nie awansował do fazy play-off). W tym czasie w narodowej lidze białoruskiej edycji 2012/2013 grał zespół rezerwowy klubu pod nazwą Junior. Po sezonie WHL podjęto decyzję, że Junost' nie będzie kontynuować gry w tej lidze i powróci do rozgrywek na Białorusi.
Drużyną juniorską klubu jest zespół Junost' występujący w rosyjskich rozgrywkach Mołodiożnaja Chokkiejnaja Liga do końca sezonu 2014/2015. Przed sezonem 2015/2016 drużyna juniorska Junostii podjęła występy w rozgrywkach Mołodiożnaja Chokkiejnaja Liga B.
W 2012 Junost' została klubem farmerskim stowarzyszonym z Dynama Mińsk.
W 2020 drużyna po raz 10 zdobyła mistrzostwo Białorusi.

## Sukcesy

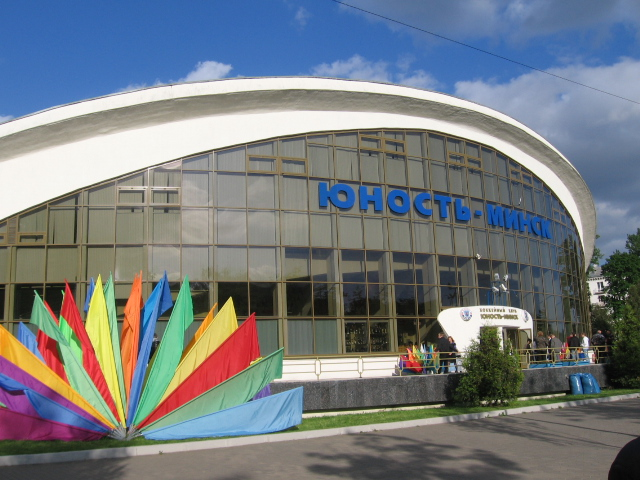
Lodowisko Junosti Mińsk

- Złoty medal mistrzostw Białoruskiej SRR: 1980
- Złoty medal mistrzostw Białorusi (10 razy): 2004, 2005, 2006, 2009, 2010, 2011, 2016, 2019, 2020, 2021
- Srebrny medal mistrzostw Białorusi (7 razy): 1999, 2008, 2014, 2015, 2017, 2018, 2022
- Brązowy medal mistrzostw Białorusi (1 raz): 2007
- Puchar Białorusi (6 razy): 2004, 2008, 2009, 2013, 2015, 2019
- Puchar Kontynentalny (3 razy): 2007, 2011, 2018
- Drugie miejsce w Pucharze Kontynentalnym (2 razy): 2010, 2012

## Szkoleniowcy
Trenerem szkoły SDJuSZor Junosti był Edward Miłuszew. Od 2003 trenerem drużyny był Michaił Zacharau. Od 2004 do 2014 asystentem i trenerem bramkarzy był Alaksiej Szczabłanau. Wieloletnim trenerem w klubie był Władimir Mielenczuk, a ponadto Andrej Rasolka. W 2014 asystentami Zacharaua zostali Aleh Chmyl, Juryj Iwaszyn, Andrej Rasolka. W październiku 2015 asystentem Zacharaua został Pawieł Pierapiechin, w 2016, Dmitrij Karpikow, zaś trenerem Juniora został Rasolka, a jego asystentem Aleksiej Baranow. W czerwcu 2018 do sztabu zespołu wszedł Wiktar Kasciuczonak. Późniejszymi asystentami Zacharaua (sezon 2018/2019) zostali Aleksiej Baranow, Dzmitryj Jerko, Alaksiej Kalużny. We wrześniu 2019 ze stanowiska głównego trenera Junosti odszedł Michaił Zacharau, a jego miejsce w tym czasie zajął Alaksandr Makrycki. W październiku 2019 do jego sztabu wszedł Uładzimir Swita. Kalużny odszedł ze stanowiska w czerwcu 2020, a w jego miejsce został zatrudniony Jauhien Jesaułau. Na początku stycznia 2021 z posady głównego trenera ustąpił A. Makrycki. Od stycznia do czerwca 2021 w sztabie pracował Łotysz Aleksandrs Beļavskis. W lutym 2021 głównym trenerem został Jauhien Jesaułau. W czerwcu 2021 ogłoszono sztab, w którym obok Jesaułaua był trener bramkarzy Dmitrij Karpikow, trener obrońców Aleksander Poliszczuk, zaś w sierpniu dołączył Alaksandr Kułakou jako trener napastników.